# José Curti
José Osvaldo Curti Campana (Buenos Aires, 7 febbraio 1925 – Buenos Aires, 18 luglio 2010) è stato un calciatore e allenatore di calcio argentino.

## Carriera

### Giocatore
Dal 1947 al 1948 è al River Plate vincendo un campionato argentino nel 1947, pur senza mai giocare a causa della presenza, nel suo ruolo, di José Manuel Moreno. Nel 1948 passa alla Sampdoria e dal 1949 al 1951 al Padova. Nell'estate 1951 passa alla Triestina, dove rimane quattro stagioni totalizzando 112 presenze e 31 gol. Nella stagione 1955-1956 veste la maglia del Torino giocando un'unica partita Novara-Torino 1-2 segnando un gol.

### Allenatore
Nel 1960 allena il Los Andes con il quale vince il campionato di Primera B.
È scomparso nel 2010 all'età di 85 anni 

## Palmarès

### Giocatore
- Campionato argentino: 1

River Plate: 1947

### Allenatore
- Primera B Nacional: 1

Los Andes: 1960